# Nitrozoderivat

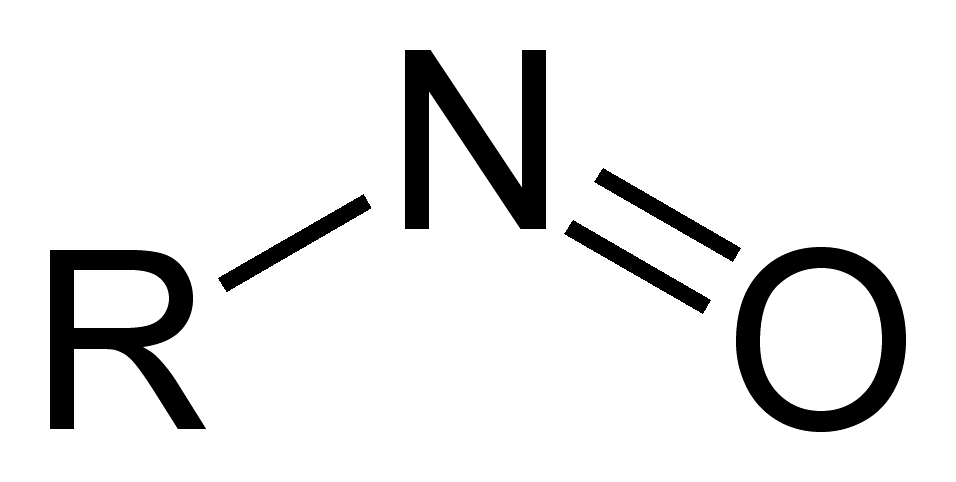
Structura generală a unui nitrozoderivat alifatic

Un nitrozoderivat este un compus organic ce conține o grupă funcțională nitrozo, -N=O. Astfel, putem avea C-nitrozoderivați (de exemplu, nitroalcani, R−N=O), S-nitrozoderivați (nitrozotioli, RS−N=O), N-nitrozoderivați  (nitrozamine, R1N(−R2)−N=O) și O-nitrozoderivați (nitriți de alchil, RO−N=O).

## Obținere
Nitrozoderivații pot fi preparați prin reacții redox organice, precum reducerea nitroderivaților sau oxidarea hidroxilaminelor. Un exemplu este (CH3)3CNO, 2-metil-2-nitrozopropanul, sau t-BuNO, care se obține conform următoarei succesiuni de reacții:
(CH3)3CNH2 → (CH3)3CNO2
(CH3)3CNO2 → (CH3)3CNHOH
(CH3)3CNHOH → (CH3)3CNO
(CH3)3CNO este un lichid albastru de există în soluție în stare de echilibru cu dimerul său incolor.